# マン島の鉄道

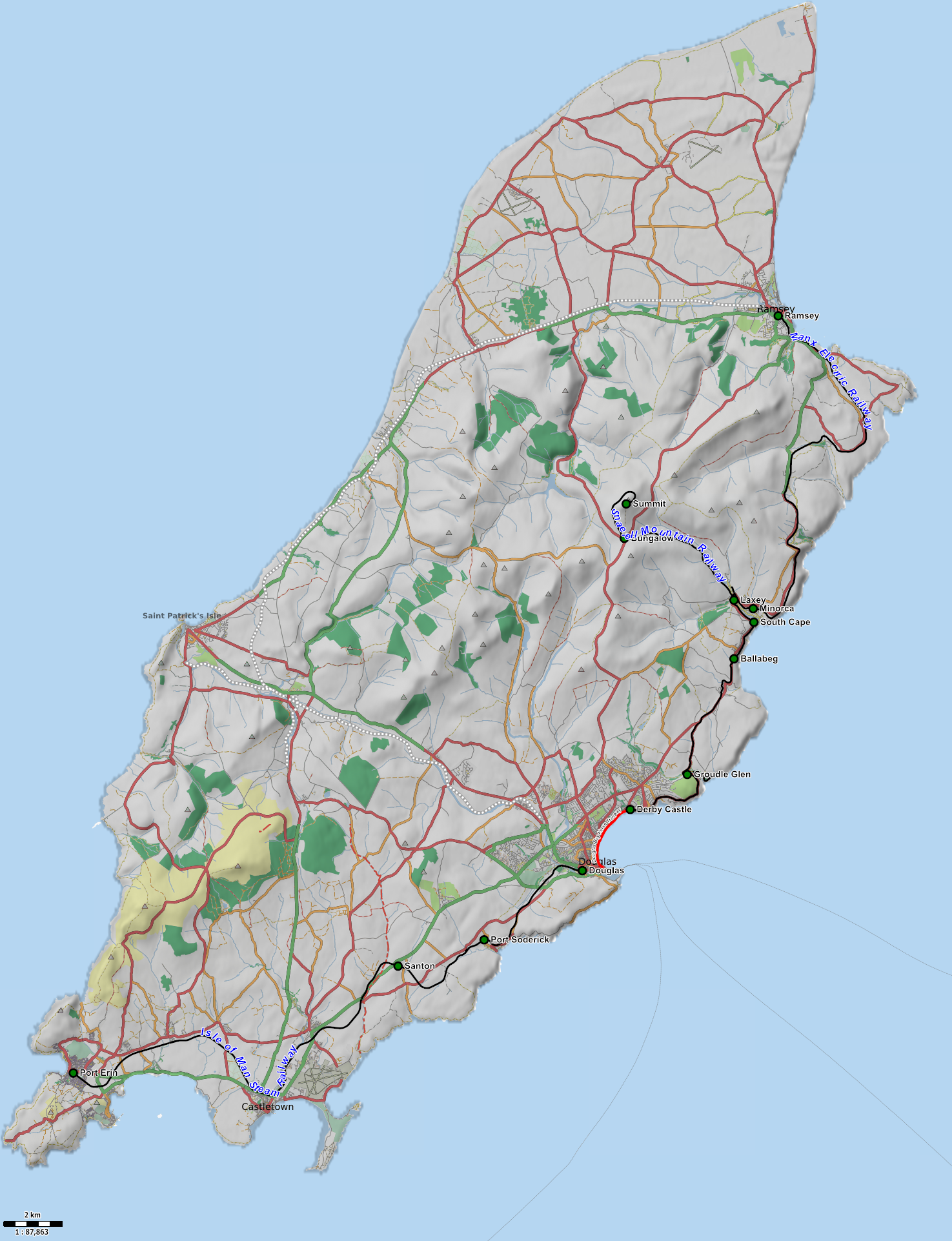
マン島の主要鉄道路線図

マン島は交通遺産を豊富に有しており、今でも運行中であるいくつかの歴史的な鉄道およびトラムウェイとともに、ブリテン諸島における最大のナローゲージ鉄道網を誇っている。
これらは、主に"マンクス・スタンダード・ゲージ"（3 ft (914 mm)のナローゲージ）として知られている軌間での運行とともに、約65マイル (105 km)となるビクトリア朝の鉄道およびトラムウェイから成っている。
ポート・エリン (Port Erin) のマン島鉄道博物館 (Isle of Man Railway Museum) では、人々がマンクス (Manx) の鉄道史についてもっと知ることができ、1998年まではラムジー (Ramsey) に同様の博物館が同時に開館しており、そこでは電化路線の歴史を専門としていたが、ラムジーの博物館は閉館となりユースクラブへと変わっている。
島南部への蒸気鉄道、島北部への電化路線および島唯一の山であるスネーフェル (Snaefell) の頂上への登山路線は、全て政府が所有しており、そして島の社会基盤省 (Department of Infrastructure) の部門として、称号「マン島鉄道 (Isle of Man Railways)」の下で運行されている。
グラウドル・グレン (Groudle Glen) およびワイルド・ライフ・パーク (Wild Life Park) の路線は、両方とも民間所有であるが、一般公開されている。

## 路線

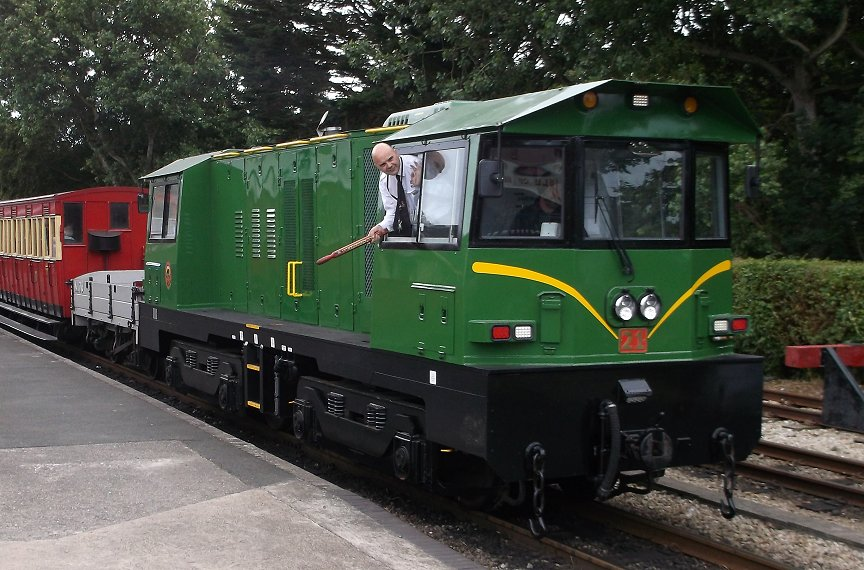
マン島鉄道のディーゼル機関車

ほとんどの路線は、3 ft (914 mm)の"マンクス・スタンダード・ゲージ"となっている。
- スネーフェル登山鉄道 (Snaefell Mountain Railway) - 1895年以降、3 ft 6 in (1,067 mm)
- グラウドル・グレン鉄道（英語版） (Groudle Glen Railway) - 1896年以降、2 ft (610 mm)
- マンクス電気鉄道（英語版） (Manx Electric Railway) - 1893年以降、3 ft (914 mm)
- マン島鉄道（英語版） (Isle of Man Railway) - since 1873 3 ft (914 mm)
- ダグラス・ベイ・ホース・トラムウェイ（英語版） (Douglas Bay Horse Tramway) - 1876年以降[4]、3 ft (914 mm)
- グレート・ラクシー・マイン鉄道（英語版） (Great Laxey Mine Railway) - 1877年以降、19 in (483 mm)
- ジ・オーキッド・ライン (The Orchid Line) - 1992年以降、様々なゲージ
- アッパー・ダグラス・ケーブル・トラムウェイ（英語版） (Upper Douglas Cable Tramway) - 1929年まで、3 ft (914 mm)
- ダグラス・サザン・エレクトリック・トラムウェイ（英語版） (Douglas Southern Electric Tramway) - 1939年まで、4 ft 8 in (1,422 mm)